# Петар I Куртене
Петар I Куртене (фр. Pierre Ier de Courtenay; 1126, Ремс - 10. април 1183, Акра) је био син француског краља Луја VI  и његове супруге Аделаде од Маурене и млађи брат каснијег француског краља Луја VII . Био је оснивач династије Куртене, још једног огранка династије Капета.
О Петровом животу се веома мало зна. Једна од ретких ствари који се о његовом животу зна је то да је био учесник Другог крсташког рата. Овај крсташки рат водили су Петров брат Луј и немачки краљ Конрад III  . Рат је почео 1147. године . Само Патар и гроф Фландрије су се придружили Лују у походу, па је Лујева војска била мала. Војска је ишла копном кроз Византију, до Мале Азије .
Резултати експедиције која је предузета са огромним утрошком снага били су врло жалосни. Крсташи су својим пљачкањем изазвали против себе Византију и изгубили су на путу већи део својих војски . Лујева војска је из Никеје почела наступање преко Мале Азије. Турци су је напали у планинским кланцима, при чему је тешко поражена. Ово је приморало краља да одустане од копненог пута , пошто му је постало јасно да је сувоземни пут преко Мале Азије сувише напоран и опасан .
Војска се спустила на обалу и укрцала се са краљем, Петром, осталим витезовима и делом пешадије у бродове за Антиохију . Како није било довољно бродова за све, остатку пешадије је наређено да настави пут копном  оставивши их судбини на вољу, пошто су их ритери сматрали за терет кога се треба отрести. Тај остатак војске сачињавала је сељачка маса из крајева које је погодила глад. Готово  сви сељаци су изгинули  .
Лујева војска је после кратког задржавања у Антиохији, прешла у Јерусалим. Владари су се састали у Јерусалиму, где су их локални барони убедили да нападну Дамаск, пошто су јерусалимски феудалци имали мало интереса за далеку Едесу. Овај план био је потпуно јалов. Војска није била довољно велика да освоји град, па је тек могла да логорује неко време са једне, а потом са његове друге стране, и напослетку одустане , после неколико узалудних покушаја освајања града. Напослетку чак барони Јерусалимске краљевине, којима је било згодније да живе у миру с Дамаском, не само да нису помагали краљеве, већ су на све могуће начине кварили њихове планове. Не постигавши ништа они су се неславно вратили у Европу . Рат се завршио 1149. године .
Непосредно после похода Петар је ожењен  Елизабетом Куртене, наследницом мале бароније  Куртене . Тако је уместо апанажа добио то господарство .
Године 1179. придружио се походу Анрија I од Шампање на Палестину. Тамо је и умро 10. априла 1183. године у Акри, а на месту господара Куртенеа наследио га је син Петар II Куртене. Сахрањен је у Ексетерској катедрали.

## Породично стабло
|  |                         |  |  |  |  |  |  |  |  |  |  |  |  |  |  |  |
|  | 4. Филип I Француски    |  |  |  |  |  |  |  |  |  |  |  |  |  |  |  |
|  |                         |  |  |  |  |  |  |  |  |  |  |  |  |  |  |  |
|  |                         |  |  |  |  |  |  |  |  |  |  |  |  |  |  |  |
|  | 2. Луј VI Дебели        |  |  |  |  |  |  |  |  |  |  |  |  |  |  |  |
|  |                         |  |  |  |  |  |  |  |  |  |  |  |  |  |  |  |
|  |                         |  |  |  |  |  |  |  |  |  |  |  |  |  |  |  |
|  | 5. Берта од Холандије   |  |  |  |  |  |  |  |  |  |  |  |  |  |  |  |
|  |                         |  |  |  |  |  |  |  |  |  |  |  |  |  |  |  |
|  |                         |  |  |  |  |  |  |  |  |  |  |  |  |  |  |  |
|  | 1. Петар I Куртене      |  |  |  |  |  |  |  |  |  |  |  |  |  |  |  |
|  |                         |  |  |  |  |  |  |  |  |  |  |  |  |  |  |  |
|  |                         |  |  |  |  |  |  |  |  |  |  |  |  |  |  |  |
|  | 6. Хумберт II од Савоје |  |  |  |  |  |  |  |  |  |  |  |  |  |  |  |
|  |                         |  |  |  |  |  |  |  |  |  |  |  |  |  |  |  |
|  |                         |  |  |  |  |  |  |  |  |  |  |  |  |  |  |  |
|  | 3. Аделаида од Савоје   |  |  |  |  |  |  |  |  |  |  |  |  |  |  |  |
|  |                         |  |  |  |  |  |  |  |  |  |  |  |  |  |  |  |
|  |                         |  |  |  |  |  |  |  |  |  |  |  |  |  |  |  |
|  | 7. Гизела од Бургундије |  |  |  |  |  |  |  |  |  |  |  |  |  |  |  |
|  |                         |  |  |  |  |  |  |  |  |  |  |  |  |  |  |  |
|  |                         |  |  |  |  |  |  |  |  |  |  |  |  |  |  |  |